# Акуль-Мо-Наб II

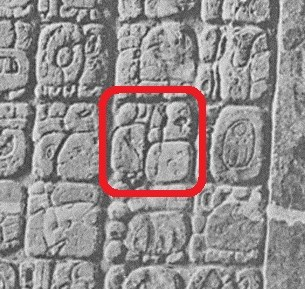
Глиф Акуль-Мо-Наба II в Храме Креста

Акуль-Мо-Наб II (майя a-ku-al moʼ-na-bi «Черепаший Попугай-Водяная Лилия»; 3 сентября 523 — 21 июля 570) — правитель Баакульского царства со столицей в Лакам-Ха (Паленке) с 2 мая 565 по 21 июля 570 года.

## Биография
Акуль-Мо-Наб II является преемником Кан-Хой-Читама I, воцарившись спустя 85 дней после смерти своего предшественника, правив до своей смерти.
Основные биографические данные:
- Родился: 9.4.9.0.4 7 Kʼan 17 Mol (3 сентября 523).
- Воцарился: 9.6.11.5.1 1 Imix 4 Sip (2 мая 565).
- Умер: 9.6.16.10.7 9 Manikʼ 5 Yaxkʼin (21 июля 570)[комментарий 1].

Акуль-Мо-Наб II умер 21 июля 570 года, у него не было наследника, поэтому спустя два года трон занял его брат Кан-Балам I.

### Семья
Акуль-Мо-Наб II является внуком Акуль-Мо-Наба I, а также вероятно, что его отцом был Кан-Хой-Читам I, а Кан-Балам I его младшим братом.

### Комментарии
1. ↑  Эти даты указаны на Мезоамериканском календаре долгого счёта.

## Внешние ссылки
- Peter Matthews: Who’s who in the Classic Maya World
- «Ahkal Mo' Nahb II»
- «Los gobernantes dinásticos de Palenque» (недоступная ссылка) Архивировано 13 апреля 2012 года.
- Акаль-Мо’-Наб II